# Andrew Kehoe
Andrew Philip Kehoe (ur. 1 lutego 1872, zm. 18 maja 1927) – amerykański masowy morderca, który zabił 45 ludzi, głównie dzieci, przygotowawszy trzy eksplozje dynamitu w Bath w stanie Michigan, 18 maja 1927 r.

## Życiorys
Kehoe urodził się w Tecumseh, w stanie Michigan, w rodzinie składającej się z trzynaściorga dzieci. Jego matka zmarła, gdy miał pięć lat i jego ojciec ożenił się ponownie; podobno Kehoe często kłócił się ze swoją macochą. W 1911 roku rodzinny piec eksplodował, kiedy kobieta usiłowała rozpalić w nim ogień. Olej napędzający piec oblał ją i kobieta zajęła się ogniem. Kehoe oblał ją wodą, ale mimo to, na skutek odniesionych ran kobieta później zmarła.
Uczęszczał do Tecumseh High School i Michigan State College (później Uniwersytet Stanowy Michigan), gdzie poznał swoją przyszłą żonę, Ellen „Nellie” Price, córkę z bogatej rodziny Lansingów. Pobrali się w 1912 roku, a w 1919 przeprowadzili się do Bath, gdzie para kupiła 75-hektarową farmę od cioci Nellie za 12 tysięcy dolarów, płacąc 6 tysięcy gotówką, a resztę zaciągając pod hipotekę.